# St. Ursula (Dürboslar)

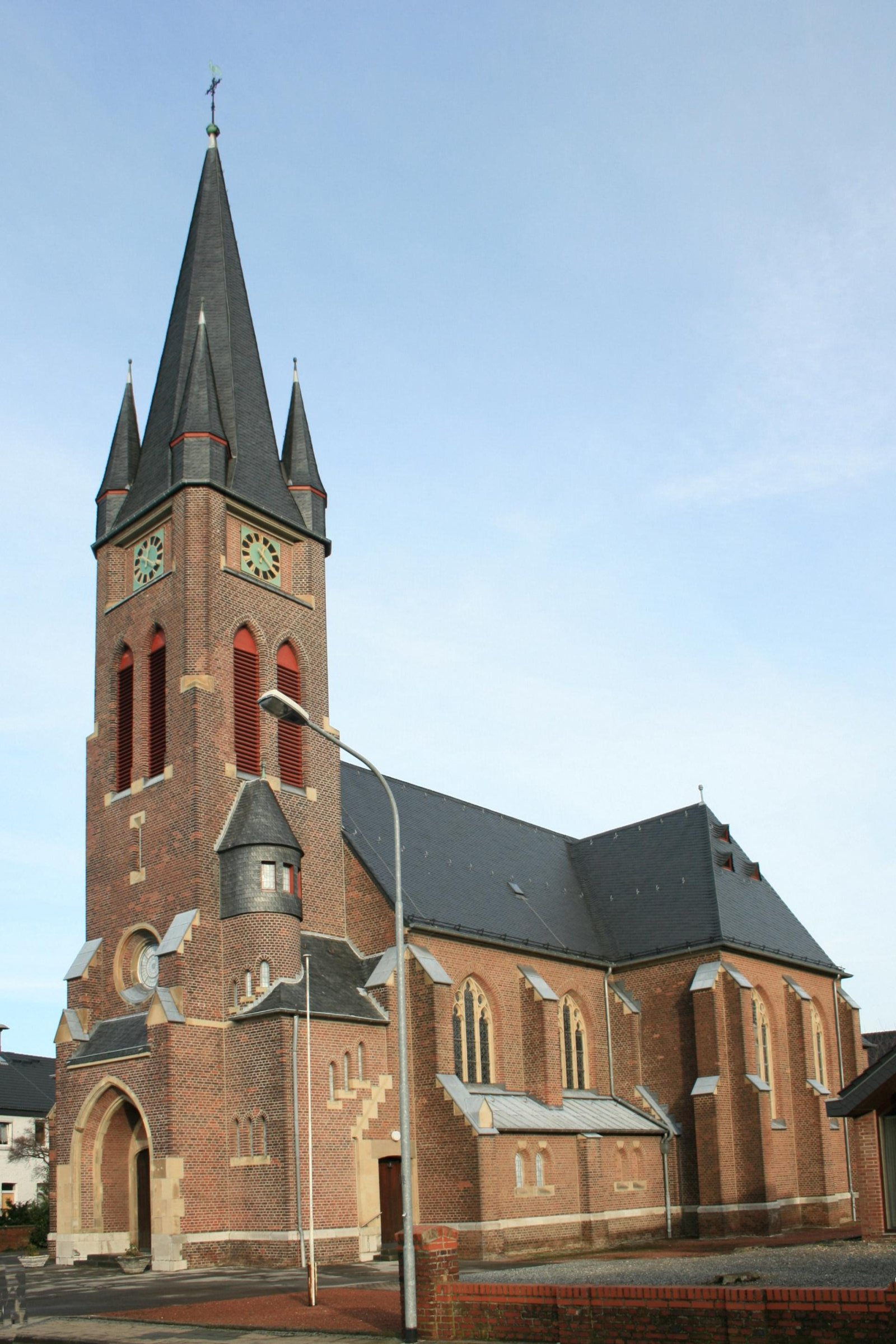
St. Ursula in Dürboslar

St. Ursula ist eine römisch-katholische Pfarrkirche in Dürboslar, einem Ortsteil der Gemeinde Aldenhoven im Kreis Düren in Nordrhein-Westfalen.
Die Kirche ist unter der Nummer 17 in die Liste der Baudenkmäler in Aldenhoven eingetragen, steht unter dem Patronat der hl. Ursula von Köln und wurde zwischen 1904 und 1906 nach Plänen von Hermann Sammeck erbaut.

## Geschichte
Eine Kapelle in Dürboslar wurde erstmals im Liber valoris aus der Zeit um 1300 erwähnt. Zu dieser Zeit gehörte der Ort noch zur Pfarre Aldenhoven. Im 16. Jahrhundert wurde Dürboslar schließlich von Aldenhoven losgelöst und eigenständige Pfarrei.
Von dem um 1300 erwähnten Gotteshaus waren bis zum Abriss der alten Kirche 1904 noch die unteren Geschosse des Glockenturms aus dem 12.–13. Jahrhundert erhalten. Daran schloss sich ein in den 1490er Jahren errichtetes zunächst dreijochiges Langhaus im Baustil der Gotik an, welches am Ende des 18. Jahrhunderts nach Osten um zwei Joche im Baustil des Barock verlängert wurde. Gleichzeitig baute man eine Sakristei an. Im 19. Jahrhundert wurde vor dem Hauptportal im Untergeschoss des Turmes eine fünfseitig geschlossene Vorhalle angebaut. Das Langhaus war von einer Holzdecke überspannt, lediglich in der Turmhalle befand sich ein Kreuzrippengewölbe. Von der Ausstattung der alten Kirche waren der barocke Hochaltar und die dazugehörige Kanzel zu erwähnen. Beides waren Arbeiten des 18. Jahrhunderts. Durch die wachsende Bevölkerungszahl Dürboslars wurde die alte Kirche zu klein und man beschloss auf dem Platz dieser, eine neue Pfarrkirche zu errichten. So wurde das alte Gotteshaus 1904 abgerissen.
In den Jahren 1904 bis 1906 wurde schließlich die heutige, neugotische Kirche errichtet. Die Pläne dazu schuf der Aachener Regierungsbaumeister Hermann Sammeck.
Im Zweiten Weltkrieg sollte das Gotteshaus gesprengt werden, wozu es jedoch nicht mehr kam.

## Architektur
Die Pfarrkirche St. Ursula ist eine einschiffige Kreuzkirche aus Backsteinen im Baustil der Neugotik mit einem dreigeschossigen Glockenturm, dessen achtseitiger Turmhelm von vier kleinen Fialtürmchen begleitet wird, und einem 5/8-Chorschluss. Die Fenster besitzen alle Maßwerk und sind zwei- bis dreibahnig. Das Kirchenschiff wird von Kreuzrippengewölben überwölbt.

## Ausstattung
In der Kirche befinden sich neogotische Kirchenbänke und Fenster der Künstlerin Maria Katzgrau aus den Jahren 1955 bis 1958.

## Orgel
Die Orgel, gebaut von der Firma Orgelbau Kreienbrink aus Georgsmarienhütte, hat 9 Register mit folgender Disposition:
| Pedal C-d1 |     |
| Subbaß     | 16′ |
| Pommer     | 4′  |

| Manual I C–f3 |     |
| Hohlflöte     | 8′  |
| Prinzipal     | 4′  |
| Mixtur        | 3f. |

| Manual II C–f3 |     |
| Stillgedackt   | 8′  |
| Rohrflöte      | 4′  |
| Prinzipal      | 2'  |
| Sesquialter    | 2f. |

- Koppeln: II/I, I/P, II/P

## Glocken
| Nr. | Name     | Durchmesser (mm) | Masse (kg, ca.) | Schlagton (HT-1/16) | Gießer                                             | Gussjahr |
| 1   | –        | 1.229            | 1.150           | e′ +4               | Hans Hüesker; Fa. Petit & Gebr. Edelbrock, Gescher | 1960     |
| 2   | –        | 1.033            | 661             | fis′ +3             | Karl Gaulard und Sohn, Aachen                      | 1851     |
| 3   | –        | 895              | 420             | a′ +4               | Hans Hüesker; Fa. Petit & Gebr. Edelbrock, Gescher | 1960     |
| 4   | Nikolaus | 791              | 300             | h′ +3               | Hans Hüesker; Fa. Petit & Gebr. Edelbrock, Gescher | 1967     |

Motiv: Christ ist erstanden

## Pfarrer
Folgende Priester wirkten bislang als Pastor an St. Ursula:
| von – bis | Name                                     |
| --------- | ---------------------------------------- |
| 1896–1903 | Lambert Emunds                           |
| 1926–1940 | Peter Schütz                             |
| 1940–1951 | Heinrich Vieth                           |
| 1951–1973 | Konrad Weißweiler                        |
| 1973–1975 | Wilhelm Klingen                          |
| 1975–2015 | Wilhelm Maqua                            |
| 2015–2018 | Alfred Bergrath (Administrator)          |
| 2018–2021 | P. Josef Költringer OSFS (Administrator) |
| 2021–2024 | Heinz Philippen (Administrator)          |
| Seit 2024 | Hans-Otto von Danwitz                    |